# 奉天日本基督教会

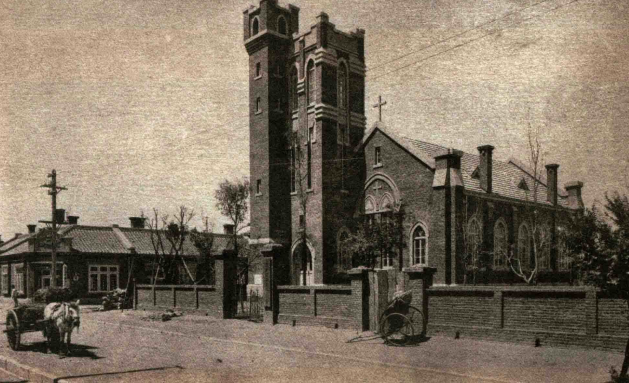
奉天日本基督教会

奉天日本基督教会，是一所曾位于中国辽宁省沈阳市和平区的基督教新教教堂，其旧址位于南京北街和北一马路交汇处。教堂大楼现已不存。

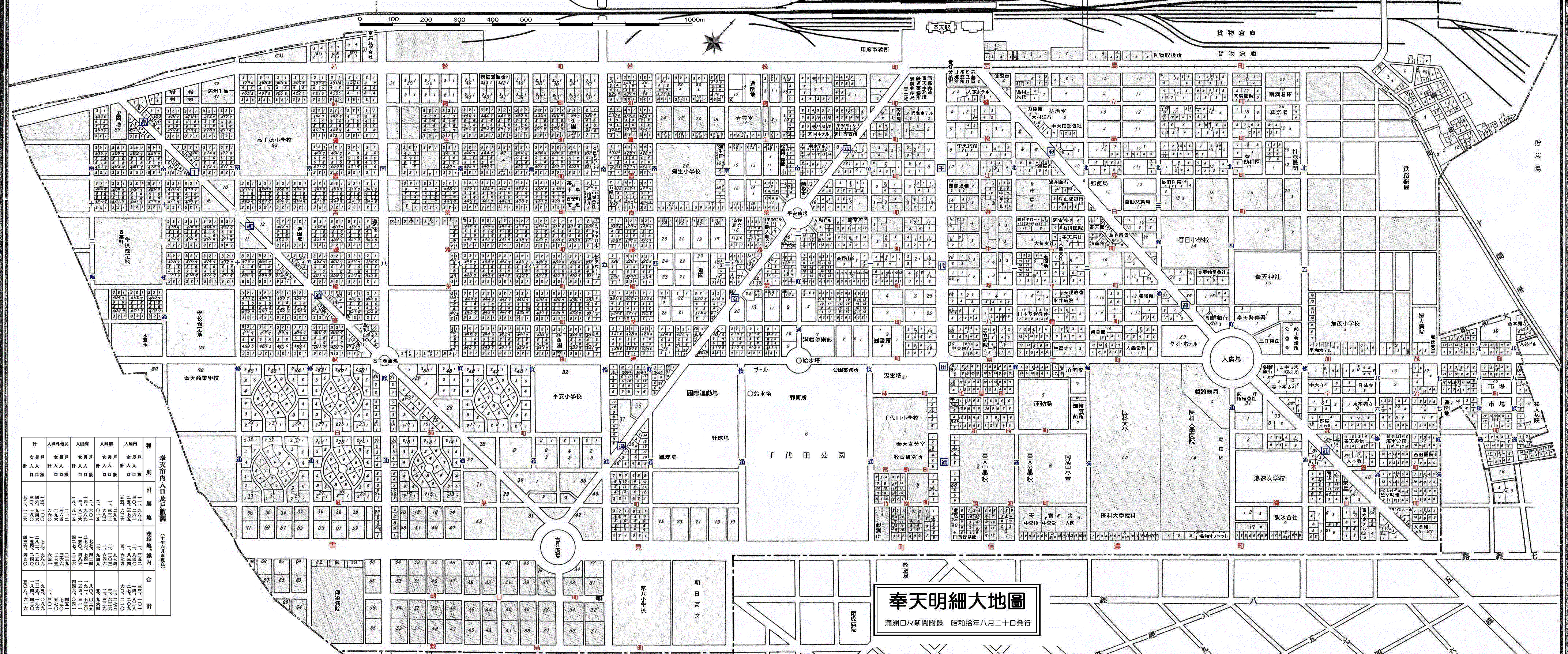
在1935年满铁附属地地图中，日本基督教会可见位于八幡町内

## 简介
日本基督教会是存在于日本的长老教会，是20世纪初日本主流的新教教派之一。1908年11月，随着奉天满铁附属地的筹建，日本基督教会派遣牧师赴沈阳地区传教。起初，教会主要为日本移民提供宗教服务。后期，教会也向华人布道。1911年，奉天日本基督教会正式成为独立教会，实行自给自足。1918年11月3日，奉天日本基督教会教堂竣工，地址位于满铁附属地内的八幡町。教堂塔楼高20米，建成初，塔楼顶可俯瞰全城。